# Nakano (Tokio)
Nakano (jap. 中野区 Nakano-ku) – jeden z 23 specjalnych okręgów (dzielnic) japońskiej stolicy, Tokio. Ma powierzchnię 15,59 km². W 2020 r. mieszkało w nim 345 089 osób, w 207 005 gospodarstwach domowych  (w 2010 r. 314 900 osób, w 184 090 gospodarstwach domowych).